# Terra Nova Canyon
Terra Nova Canyon är en undervattenskanjon i Antarktis. Den ligger i havet utanför Östantarktis. Australien gör anspråk på området.